# Walter E. Schaap

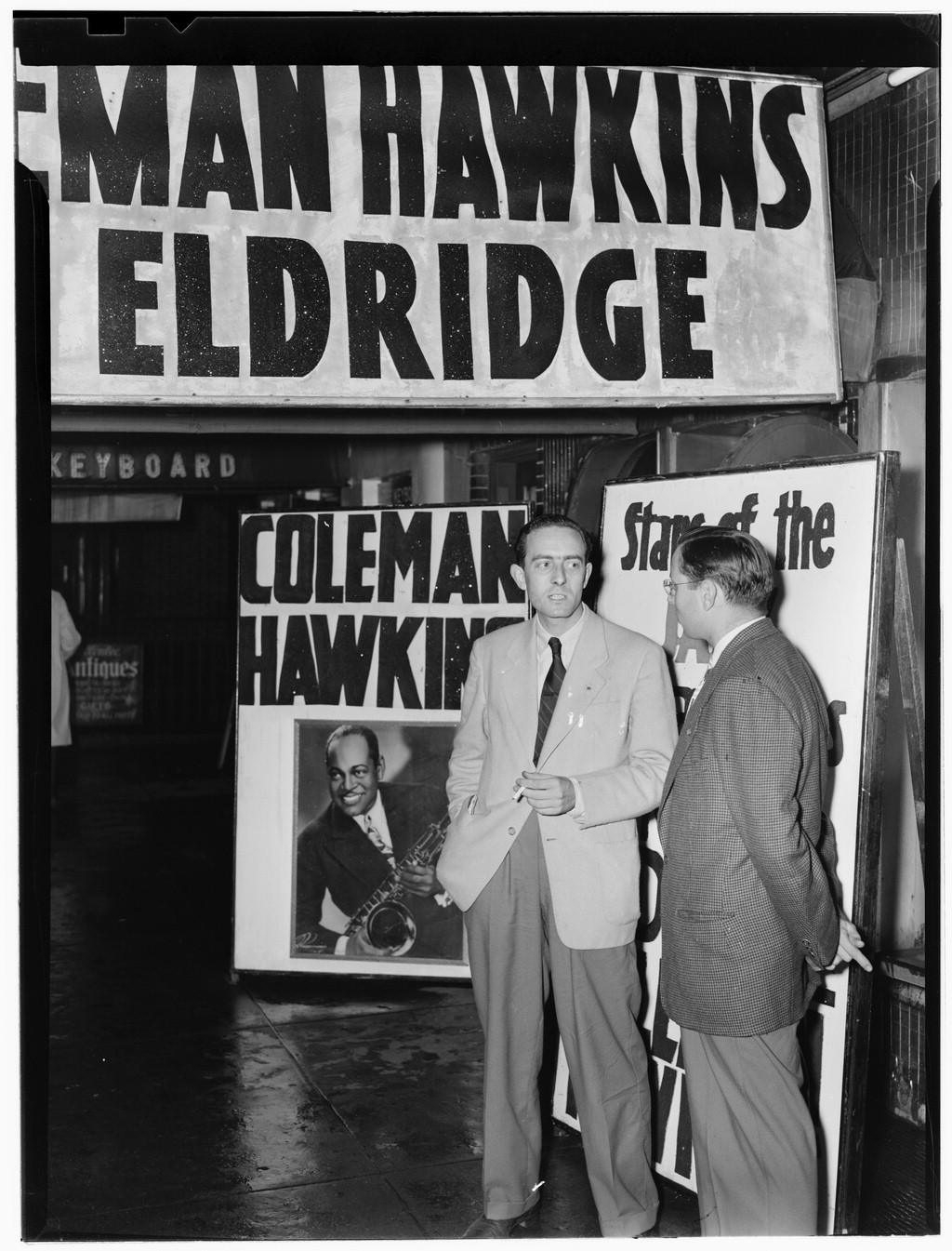
Charles Delaunay en Walter E. Schaap (rechts) voor een jazzclub op 52nd Street. Foto: William P. Gottlieb (ca. 1946)

Walter E. Schaap (9 september 1917 - New York, 28 mei 2005) was een jazzauteur, vertaler en discograaf.

## Biografie
Schaap studeerde Franse Geschiedenis aan Columbia University, zijn studie vervolgde hij in 1937 aan de Sorbonne in Parijs. Hij leerde hier de jazzhistorici Charles Delaunay en Hugues Panassié kennen. In jaren erop was hij als vertaler (o. a. van werk van Robert Goffin) en auteur actief. Hij schreef hij Engels- en Franstalige artikelen over jazz in tijdschriften als Jazz Hot en werkte mee aan discografische werken, zoals de in 1943 verschenen Amerikaanse uitgave van Delaunays Hot Discography. Dit was het eerste werk in zijn soort over jazzopnames. De laatste uitgave hiervan verscheen in 1948. Van 1949 tot 1970 werkte hij bij een onderneming die onder meer educatieve films maakte. Hij was onder meer scenarioschrijver en productieleider voor de korte film Henry Ford: The Fight for Modern Production. Zijn zoon Phil Schaap is een jazzhistoricus en producer en werkt bij de radio.

## Werken (selectie)
- Ernest Ansermet: On a Negro Orchestra, vertaald door Walter E. Schaap. In: Jazz Hot (nov.– dec. 1938)
- Madeleine Gautier: Fats Waller. Vertaald door Walter E. Schaap. Jazz Hot 32, nrs. 7–8 (juli-augustus 1939)
- Walter E. Schaap: Jazzmen Abroad. In: Jazz Information, Vol. 1, No. 9, 7 november 1939
- Harry D. Kitson, Elmer Wagner, Walter E. Schaap: Distribution of Workers in Selected Occupations. 1946
- Charles Delaunay, Walter E. Schaap, and George Avakian: New Hot Discography: The Standard Directory of Recorded Jazz. New York: Criterion, 1948
- Robert Goffin, Walter E. Schaap, Leonard Feather: Jazz, from the Congo to the Metropolitan. New York: Da Capo Press, 1975